# Лызлов, Андрей Иванович
Андре́й Ива́нович Лызло́в (ок. 1655 — не ранее 1697) — русский историк, переводчик, автор «Скифской истории».

## Биография
Андрей Лызлов происходил из рода московских служилых дворян. Отец, Иван Фёдорович Лызлов, дал сыну хорошее образование: Андрей владел польским и латинским языками, также знал греческий, был специалистом по бухгалтерскому учёту и инженерному искусству. С 1676 года Андрей Лызлов был переведён из стряпчих в стольники.
Участвовал в Чигиринском походе 1677 года.
В 1678—1679 годах был товарищем полкового и осадного воеводы в Верхнем и Нижнем Ломовых в Пензенском крае.
В 1682 году Лызлов перевёл фрагменты из «Хроники» М. Стрыйковского, в 1686 году — сочинение С. Старовольского «Двор цесаря турецкого».
В 1687—1688 годах участвовал в Крымских походах.
В 1692 году Лызлов закончил работу над «Скифской историей». В ней он описал борьбу русского народа и его западных соседей с монголо-татарскими и турецкими завоевателями (до конца XVI века). Автор горячо призывал к единению сил европейских народов для борьбы с татаро-турецкими завоеваниями.
В связи с подготовкой к Азовскому походу в 1695 г. Лызлов был назначен в Коротояк к хлебному приему, затем его перевели в Воронеж на пост интенданта: он должен был принимать запасы из заокских, украинских и рязанских городов. Когда Азовские походы успешно завершились, Лызлов вернулся в Москву, где в 1697 г. продал свой двор с садом на Большой Никитской улице стольнику И. А. Толстому. Дальнейшая его судьба неизвестна.

## Переводы
В связи с интересом русского общества второй половины XVII века к проблемам борьбы славянских стран с османской агрессией Андрей Лызлов предпринял частичный перевод «Хроники» Мацея Стрыйковского, в которой большое внимание уделялось истории этой борьбы. К марту 1682 г. он перевёл с 1 по 3 главы 4-й книги «Хроники» с добавлением 2 главы из 1-й книги. Своей компиляции Лызлов даёт самостоятельное название — «История о начале нашествия народу, обитающему на земли», придающее переводу публицистическое звучание.
Во время подготовки к Крымскому походу 1687 г. Лызлов приступил к переводу с польского языка книги Симона Старовольского «Двор цесаря турецкого». Его перевод стал одним из шести появившихся за вторую половину XVII века переводов этого популярного сочинения. На фоне других перевод Лызлова отличается архаичностью языка. Он стремится использовать абстрактные существительные для передачи бытовой и предметной лексики оригинала, в результате чего, например, слово вещь может соответствовать очень разным по семантике польским словам (rzecz, sztuka, figiel, materya и др.). Кроме того, Лызлов часто заменяет при переводе видовые понятия родовыми: названия конкретных видов посуды общим словом сосуд, разные виды одежды переводит словом риза и т. п.
Другой отличительной особенностью перевода книги Старовольского является активное вмешательство переводчика в текст: Лызлов субъективно трактует некоторые его места, опускает и вставляет значительные отрывки с собственными комментариями, меняет заголовки и поясняет термины. Те же приёмы он в дальнейшем использует и при работе над своим главным трудом — «Скифской историей».

## Скифская история
«Скифская история», главное сочинение Лызлова, было написано в 1692 году. При ее создании он использовал широкий круг русских и иностранных источников и исторические сочинения (летописи, хронографы, разрядные книги, варианты Казанской истории, польско-литовские хроники, сочинения латино-итальянских и других авторов).
«Скифская история» уже в рукописи получила широкое распространение в России. В печатном же виде до конца XX века появлялась всего трижды — в 1776 году в Санкт-Петербурге вышло первое издание, в 1787 году в Москве — второе, оба издания были выпущены просветителем Н. И. Новиковым (1744—1818). Третье, научное комментированное издание появилось после двухсотлетнего перерыва лишь в 1990 году в книжной серии «Памятники исторической мысли» небольшим тиражом в 5 тысяч экземпляров.

### Публикации
- Лызлов А. Скифская история / Подг. текста, комм., указ. А. П. Богданов; Отв. ред. Е. В. Чистякова. — М.: Наука, 1990. — 520 с. — (Памятники исторической мысли). — 5000 экз. — ISBN 5-02-009645-8. (в пер.)
- Лызлов А. Скифская история / Андрей Лызлов. — М.: Эксмо, Алгоритм, 2012. — 320 с. — (Подлинная история Руси). — 2100 экз. — ISBN 978-5-699-55658-8. (в пер.)
- Лызлов А. Скифская история / Андрей Лызлов. — М.: Родина, 2022. — 319 с. — (Русская история). — ISBN 978-5-00180-313-3